# Hubske, Lubnî
Hubske (în ucraineană Губське) este un sat în comuna Tarandînți din raionul Lubnî, regiunea Poltava, Ucraina.

## Demografie
Componența lingvistică a localității Hubske
     Ucraineană (98%)
     Rusă (1,64%)
     Alte limbi (0,36%)
Conform recensământului din 2001, majoritatea populației localității Hubske era vorbitoare de ucraineană (98%), existând în minoritate și vorbitori de rusă (1,64%).